# Hornstrandir
Hornstrandir ist die nördlichste Halbinsel der Vestfirðir und damit von ganz Island.

## Geografie

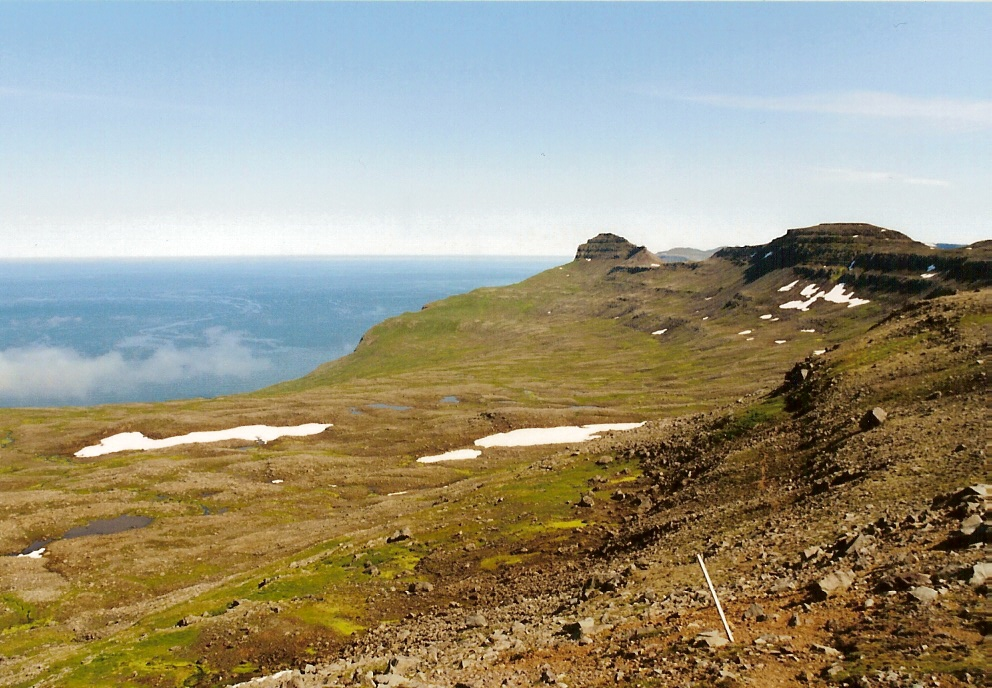
Almenningaskarð auf Hornstrandir, Blick auf die Dänemarkstraße

Die genauen Grenzen des Gebietes sind etwas umstritten, normalerweise sagt man jedoch, die Grenze liege im Osten bei Geirólfsgnúp. Die westliche Grenze wird gewöhnlich bei Rit westlich der Bucht Aðalvík angesetzt.
Im Norden liegt die Dänemarkstraße, eine Meerenge zwischen Grönland und Island, die den Nordatlantik und den Arktischen Ozean miteinander verbindet. Im Süden der Halbinsel Hornstrandir befinden sich die Fjorde Jökulfirðir, die ihrerseits Seitenarme des Ísafjarðardjúp sind. Der östliche Teil der Halbinsel heißt Austur-Strandir, der westliche Vestur-Strandir.
Den Nordwesten Hornstrandirs bildet die Landzunge Straumnes, die nördlich der Bucht Aðalvík und westlich der Buchten Rekavík und der größeren Fljótavík liegt.

## Geschichte
Vom Mittelalter bis zum Ende des 19. Jahrhunderts war das Gebiet dicht besiedelt. Die Leute profitierten vor allem von den reichen Fischgründen im Nordatlantik.
Inzwischen aber ist die Gegend im Winter völlig unbewohnt. Zahlreiche Häuser werden jedoch noch unterhalten und dienen als Unterbringung der immer zahlreicheren Sommergäste, die in die abgelegene Gegend kommen.
Daher gibt es im Sommer auch regelmäßige Schiffsverbindungen mit Schnellbooten von Bolungarvík und Ísafjörður über den breiten Fjord Ísafjarðardjúp.